# Naomi Tereza Salmon
Naomi Tereza Salmon (* 1965 in Jerusalem) ist eine israelische Fotografin, Künstlerin, Dozentin.

## Leben
Salmon studierte von 1986 bis 1988 Fotografie am Hadassa College in Jerusalem. Von 2005 bis 2007 erwarb sie ihren Master of Fine Arts (MFA) mit dem Thema „Kunst im öffentlichen Raum und neue künstlerische Strategien“ an der Bauhaus-Universität Weimar. Seit 2007 wirkt sie in Projekten und Fachkursen als künstlerische Mitarbeiterin im Studiengang Freie Kunst der Fakultät Gestaltung der Bauhaus-Universität Weimar. Im Jahr 2013 promovierte sie im PhD-Studiengang Kunst & Design an der Bauhaus-Universität Weimar.

## Werke
- Asservate, in Zeitschrift: In: Fotogeschichte Heft 55. Marburg 1995, Jonas Verlag, S. 19–26.
- Asservate Exhibits. Auschwitz Buchenwald Yad Vashem. Ostfildern-Ruit 1995, Cantz Verlag, ISBN 3-89322-795-4.
- Ausstellungskatalog Clément Chéroux: Mémoire des Camps, Paris 2001, Marval.
- Roadside Attractions. In Fotogeschichte Heft 98, Jonas Verlag, Marburg 2005, S. 21–24
- Ausstellungskatalog: Aspirations. Towards a Future in the Middle East. Photographs by Palestinian and Israeli Artists. Ohio Art’s Council, Ohio 2001.
- Ausstellungskatalog: Heaven, Athens Biennale, Athen 2009.